# Kasteel Mijl Eke

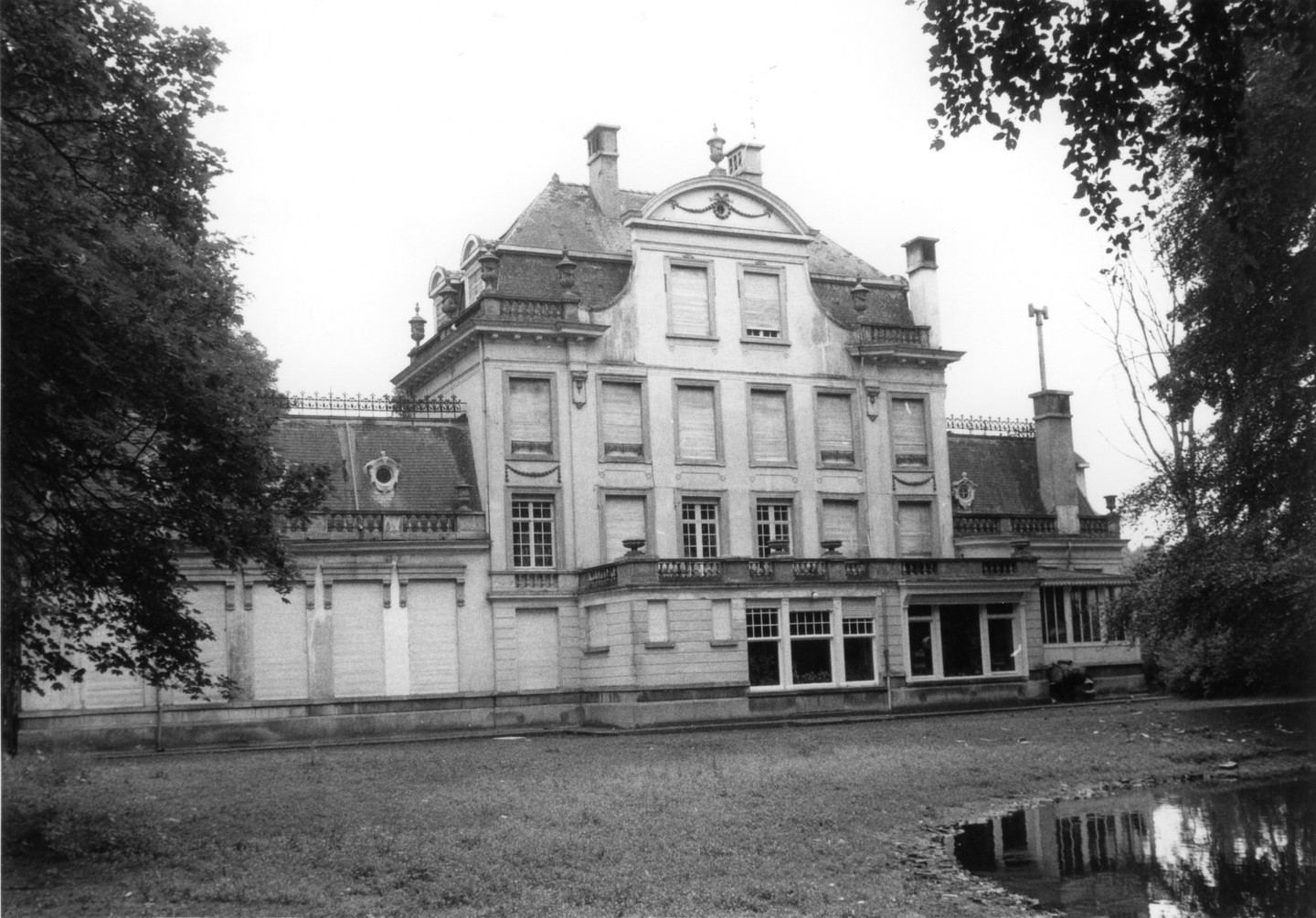
Kasteel Mijl Eke

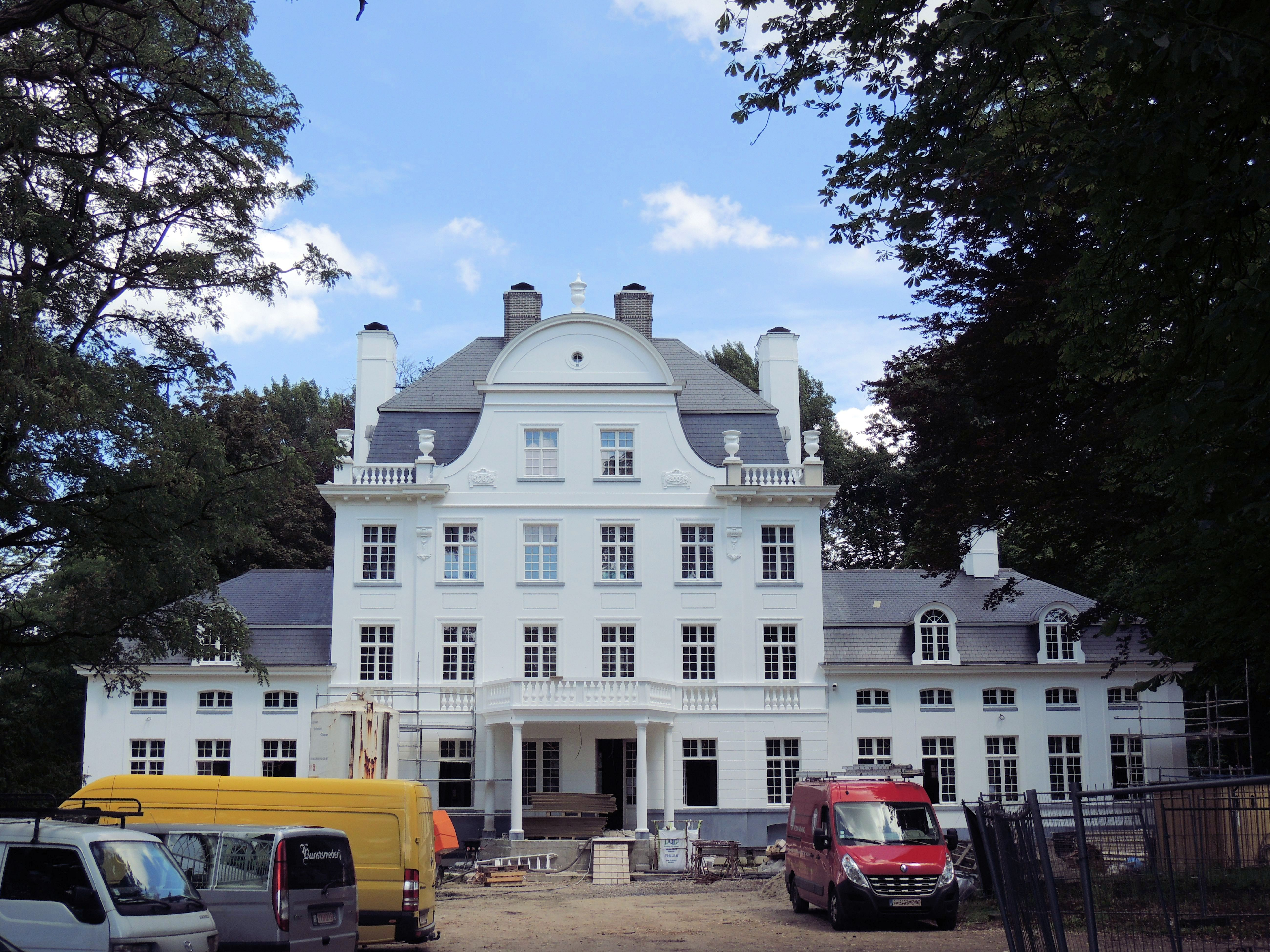
idem na het herbouwen

Zogenaamd "Kasteel Mijl Eke" is een buitenplaats in de Oost-Vlaamse plaats Merelbeke, gelegen aan de Lembergsesteenweg 19.

## Geschiedenis
In 1782 was er sprake van een omgracht buitenhuis met bijbehorende boerderij, toen eigendom van de familie Coene. Midden 19e eeuw was het in bezit van de familie Claus en eind 19e eeuw kwam het aan de familie Leirens. In het 4e kwart van de 19e eeuw, en mogelijk ook in 1914, vonden aanpassingen plaats in neo-Lodewijk XVI-stijl. Opvallend aan het gebouw is de klokgevel.
Van 2009-2012 werd het pand volledig herbouwd in de oorspronkelijke vorm door de toenmalige eigenaar, de investeerder Marc Coucke.
Het gebouw bevindt zich in een park.